# Каримський район
Кари́мський район (рос. Карымский район) — район у складі Забайкальського краю Російської Федерації.
Адміністративний центр — селище міського типу Каримське.

## Населення
Населення — 34846 осіб (2019; 37161 в 2010, 37920 у 2002).

## Адміністративний поділ
Район адміністративно поділяється на 3 міських та 10 сільських поселень:
| Поселення                            | Площа, км² | Населення, осіб (2002) | Населення, осіб (2010) | Населення, осіб (2019) | Центр          | Населені пункти |
| ------------------------------------ | ---------- | ---------------------- | ---------------------- | ---------------------- | -------------- | --------------- |
| Дарасунське міське поселення         | 12,69      | 8106                   | 7325                   | 6713                   | Дарасун        | 1               |
| Каримське міське поселення           | 492,24     | 12440                  | 13037                  | 12845                  | Каримське      | 1               |
| Курорт-Дарасунське міське поселення  | 41,12      | 3545                   | 3190                   | 2820                   | Курорт-Дарасун | 2               |
| Адріановське сільське поселення      | 15,41      | 1189                   | 1235                   | 1147                   | Адріановка     | 2               |
| Великотуринське сільське поселення   | 2,39       | 1366                   | 1287                   | 1008                   | Велика Тура    | 1               |
| Жимбіринське сільське поселення      | 363,90     | 597                    | 577                    | 529                    | Жимбіра        | 2               |
| Кадахтинське сільське поселення      | 12,78      | 853                    | 1020                   | 1044                   | Кадахта        | 2               |
| Кайдаловське сільське поселення      | 480,90     | 1215                   | 1327                   | 1032                   | Кайдалово      | 5               |
| Маякинське сільське поселення        | 14,43      | 841                    | 715                    | 669                    | Маяки          | 3               |
| Нарин-Талачинське сільське поселення | 2089,28    | 1170                   | 1131                   | 1046                   | Нарин-Талача   | 3               |
| Новодоронінське сільське поселення   | 82,84      | 489                    | 451                    | 439                    | Новодоронінськ | 1               |
| Тиргетуйське сільське поселення      | 535,89     | 2488                   | 2405                   | 2298                   | Тиргетуй       | 3               |
| Урульгинське сільське поселення      | 42,50      | 3621                   | 3461                   | 3256                   | Урульга        | 2               |

## Найбільші населені пункти
| №  | Населений пункт | Населення, осіб (2002) | Населення, осіб (2010) |
| -- | --------------- | ---------------------- | ---------------------- |
| 1  | Каримське       | 12440                  | 13037                  |
| 2  | Дарасун         | 8106                   | 7325                   |
| 3  | Урульга         | 3247                   | 3150                   |
| 4  | Курорт-Дарасун  | 3423                   | 3120                   |
| 5  | Велика Тура     | 1366                   | 1287                   |
| 6  | Шара-Горохон    | 1543                   | 1267                   |
| 7  | Адріановка      | 1110                   | 1165                   |
| 8  | Тиргетуй        | 829                    | 1032                   |
| 9  | Кадахта         | 853                    | 1020                   |
| 10 | Кайдалово       | 786                    | 872                    |